# 藤林長門守
藤林 長門守 （ふじばやし ながとのかみ）は、戦国時代の武士、忍者。本名は保豊。

## 略歴
伊賀北部で近江国甲賀郡に境を接する阿拝郡湯舟郷（現三重県伊賀市東湯舟）の出身。現在は同地に伝藤林長門守堡跡が残る。また甲賀郡にもその勢力は延びていたようで、郡内の争いに介入した記録が残る。当初は駿河国の大名・今川義元に仕えて駿府に居住した。当時駿府には武田信玄に仕官する前の山本勘助が逗留しており、彼と親交を深めて兵法の伝授を受けたという。その後本領に騒動があったため、義元の下を辞して帰国した。保豊の妹が南近江の大名・六角義賢の妾となっていた縁により六角氏と親しく、永禄年間に六角氏が謀叛した百々氏の佐和山城を攻めあぐねた際には、義賢の要請を受けて楯岡道順をはじめ伊賀忍者を派遣してその攻略に貢献した。
その後の事績は伝わらないが、天正伊賀の乱のころには子の保正の代になっており、敗戦によって故郷を離れて徳川氏を頼った。孫の代になって湯舟に帰還し、近世には伊賀一国を領した藤堂氏津藩に仕えた。また子孫の保武は今に忍者の姿を伝える貴重な資料と呼ばれる『万川集海』を著している。

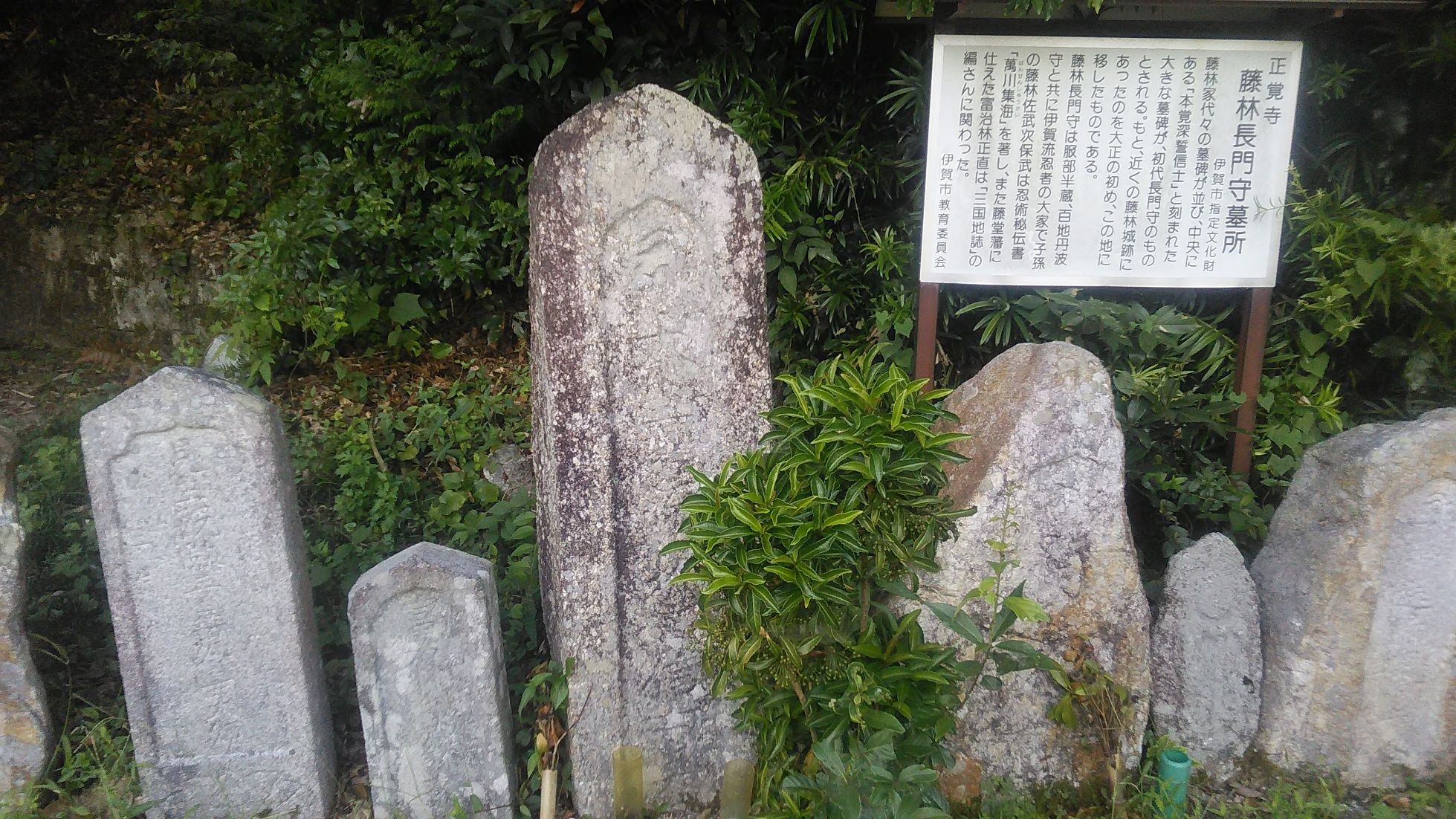
藤林長門守の墓(伊賀市正覚寺)

伊賀市東湯舟の正覚寺には大正時代近くにあった藤林長門守城跡から移された長門守一族のものと伝わる墓碑がある(伊賀市指定史跡)。

## 登場作品
映画
- 『忍びの者』（1962年、監督：山本薩夫、演：伊藤雄之助）
- 『大忍術映画 ワタリ』（1966年、監督：船床定男、原作：白土三平、演:瑳川哲朗）

小説
- 楠乃小玉『織田信長と岩室長門守』（2016年刊、青心社）

漫画
- 『信長の忍び』